# Балланген
Балланген — коммуна в фюльке Нурланн в Норвегии. Является частью региона Офотен. Административный центр коммуны — деревня Балланген. Балланген был отделен от коммуны Эвенес 1 июля 1925 года. Территория Эфьордена была передана от Лёдингена Баллангену 1 января 1962 года.
Коммуна граничит с Нарвиком на востоке и Тюсфьордом на юге, также имеет короткую границу со Швецией на юго-востоке. Балланген расположен на южном берегу Офотфьорда. Балланген также включает в себя длинный и узкий Эфьорд, находящийся южнее намного большего Офотфьорда. В его окрестностях находятся фьорды, горы и леса.

## Общая информация

### Название
Старонорвежское название региона было Bagangr. Значение первой части названия неизвестно, окончание названия — слово Angr, которое означает фьорд.

### Герб
Коммуна имеет современный герб. Он был принят 18 июля 1980 года. На гербе изображён молот, как символ горного дела, развитого в коммуне (ведется добыча медной руды). Зелёный фон символизирует сельское хозяйство.

## История
Первым известным человеком, проживающим на территории Баллангена, являлся Лодве Ланге (Лодве длинный), который упоминается в Круге земном, как один из наиболее преданных воинов Короля Олафа I Трюггвасона, также он занимал место рядом с королём на известном корабле Ормен Ланге (Длинный змей). Лодве вероятно участвовал в Битве при Свольдере в 1000 году, и возможно был там убит. Он жил в Салтвике, который находится рядом с фьордом, восточнее современного центра Баллангена.
История Горного дела Баллангена имеет длинную историю, начавшуюся в 17-том веке. На протяжении этого времени были разработаны 36 рудников, в которых велась добыча таких минералов как медь, никель и железо, цинк, марганец и свинец, но начиная с 1911 года началась более серьёзная добыча пирита. Добыча никеля и оливина продолжалась до 2002 года. Также в Баллангене находится доломитовый карьер. Балланген является основной сельскохозяйственной коммуной региона Офотен.

## География
Территория Эфьорда является одной из самых живописных в Северной Норвегии, преобладают большие обнаженные склоны скал с узкими участками зелёной растительности рядом с фьордом. Там же находится много гор, похожих на обелиски, таких как темный сине-серый скалы, которые контрастируют с чистой водой фьорда, в которой можно увидеть песчаные отмели чуть ниже поверхности воды. Альпинисты и пешие туристы часто проверяют свои навыки на скалистых склонах.
На востоке границей Баллангена является озеро Siiddasjavri, по территории которого проходит граница со Швецией. Siiddasjavri — 14-е по величине озеро Норвегии, хотя к территории страны принадлежит только его часть. Также на территории коммуны находится озеро Бёрсватне.

## Известные личности
- Анни-Фрид Лингстад, солистка группы ABBA, родилась в Баллангене

## Города-побратимы
- Тосно, Ленинградская область, Россия